# Демократическая партия (Испания)
Демократическая партия (исп. Partido Democrático), также Демократическая прогрессистская партия (исп. Partido Progresista Demócrata) — испанская либерально-республиканская партия, созданная в апреле 1849 года, через несколько месяцев после потрясшей всю Европу революции 1848 года, в результате раскола Прогрессистской партии. Демократы, в отличие от более умеренных прогрессистов, требовали полного признания прав граждан и индивидуальных свобод, всеобщего избирательного права, конфискации всего церковного имущества, в том числе имущества белого духовенства, а также отмены системы принудительного набора в армию. Это была первая стабильная республиканская партия в Испании, принявшая название Демократическая вместо Республиканской, поскольку с последним названием она вряд ли была бы легализована, а также потому, что она считала «демократию» кульминацией либеральной революции.

## История

### Предыстория
Демократическая фракция внутри Прогрессистской партии зародилась в 1847 году. Именно тогда депутат-прогрессист Хосе Мария Оренсе опубликовал брошюру ¿Qué hará en el poder el partido progresista? (в переводе с исп. — «Что будет делать Прогрессистская партия у власти?»), в которой защищал политическую программу, включавшую такие требования, как отмена принудительного набора в армию, право на объединение без ограничений, полная свобода печати и, прежде всего, всеобщее избирательное право, то есть предложения, которые шли намного дальше, чем традиционная программа партии. Ещё одним доказательством появления демократической фракции стало учреждение газеты El Siglo. Periódico progresista constitucional, в первом номере которой, вышедшем 5 декабря 1847 года, говорилось, что демократия «является нашей целью, потому что это последний политический термин современной цивилизации».
Появление демократической фракции вызвало споры внутри Прогрессистской партии. В результате лидеры партии, президент парламентской группы прогрессистов Мануэль Кортина, а также Хуан Альварес Мендисабаль и Салустиано де Олосага встретились с демократами Оренсе, Николасом Марией Риверо и Хосе Ордаксом Авесильей. Кортина подтвердила приверженость партии конституционной монархии, хотя прогрессисты продолжали отвергать конституцию 1845 года, принятую модерадос, и отвергли предложение о немедленном введении всеобщего избирательного права, считая что его придётся отложить на потом, когда народ достигнет того уровня образования и благосостояния, который сделает возможным его прямое политическое участие.
Дебаты были прерваны началом революции 1848 года во Франции и по всей Европе, которую каждая сторона интерпретировала в соответствии со своими убеждениями. Демократическую фракцию падение монархии и провозглашение республики во Франции заставило сделать выбор в пользу республиканской формы правления, в то время как для большинства прогрессистов беспорядки и бунты, сопровождавшие революции, подтвердили их убеждённость в том, что всеобщее избирательное право должно было быть введено постепенно. После лета дебаты возобновились, завершившись триумфом «исторических» прогрессистов. В декабре 1848 года была сформирована комиссия из пяти человек с участием демократа Ордакса Авесильи, чтобы разработать программу, которую партия собиралась представить, как только откроются кортесы. Поскольку члены комиссии не смогли договориться, Ордакс Авесилья представил свой собственный проект, который был отклонён. Однако он нашёл поддержку части депутатов-прогрессистов во главе с Риверо и ряда писателей и журналистов, среди которых выделялся Немесио Фернандес Куэста.

### Создание
6 апреля 1849 года демократическая фракция Прогрессистской партии обнародовала текст, написанный Ордаксом Авесильей в декабре предыдущего года, исправленный и дополненный другими членами фракции, в частности Риверо, Мануэлем Агиларом и Анисето Пучем. Этот текст получил известность как «программа Демократическо-прогрессистской партии» или как «манифест фракции прогрессистов-демократов» и был опубликован газетой El Siglo 8 апреля. В своём манифесте прогрессисты-демократы выступили за всеобщее избирательное право, свободу собраний и ассоциаций, однопалатный парламент, национальный суверенитет, вмешательство государства в сокращение социального неравенства, обязательное и бесплатное начальное образование, социальное обеспечение и более справедливую налоговую систему. Предлагалось также отменить принудительный набор молодых людей в испанскую армию, табачную и соляную монополии, а также запретить лотереи. По мнению историка Деметрио Кастро Альфина, в этом манифесте впервые были сформулированы основные принципы, которые республиканцы будут отстаивать на протяжении последующих десятилетий. Однако, по мнению историка Анхеля Дуарте, «программа партии, опубликованная в апреле, не является республиканской. Семья, национальное единство, католическая религия и даже трон Изабеллы II признаются аксиоматическими данными. Таким образом, принципы не являются республиканскими, но устремления в вопросах образования, финансов, войны или прав настолько амбициозны, что граничат с республиканскими».
После публикации манифеста были сформированы организационный комитет партии, а также комиссия для разработки программы. Оргкомитет или «организационный совет» возглавляли Лоренсо Кальво-и-Матео и Сиксто Камара, видный член группы «фурьеристов», возглавляемой Фернандо Гарридо. К новой партии присоединились «все видные деятели до того разрозненного республиканского поля и прогрессистского диссидентства». Её распространение было «медленным и неравномерным» — за пределами Мадрида «только в Каталонии, исходя из своей уже старой [республиканской] традиции, она могло иметь аутентичную базу» — главным образом из-за того, что демократам приходилось действовать полулегально, всегда завися от «толерантности» умеренных или либеральных властей на местах — некоторые из них оказались в тюрьме. В 1856 году Риверо учредил газету La Discusión, которая стала первым ежедневным и стабильным печатном органом партии. Именно полулегальные условия, в которых приходилось действовать демократам, объясняет склонность республиканцев формировать тайные общества, такие как Los Hijos del Pueblo, вдохновляясь примером итальянских карбонариев.

### 1850-е: развитие
В течение «прогрессивного двухлетия» (1854—1856) партия пользовалась гораздо большей свободой — 27 сентября 1854 года демократы опубликовали новый Манифест-программу, лишённый тех уступок, на которые им пришлось пойти в апреле 1849 года. На выборах 1854 года партия получила шестнадцать мест, среди избранных были Оренсе, Ордакс Авесилья, маркиз Лас Навас и Эухенио Гарсиа Руис. Все они проголосовали против предложения сделать монархию Изабеллы II одним из столпов будущей конституции. За эти два года партия выросла, к ней присоединились новые члены, такие как Эмилио Кастелар, Кристино Мартос и Франсиско Пи-и-Маргаль.
Конец «прогрессистского двухлетия» означал возврат к полулегальному режиму, всегда под угрозой запрета партии и с постоянными запретами или приостановлением деятельности её газет и преследованием её членов — особую известность приобрело дело журналиста Эдуардо Руиса Понса, которого защищал Кастелар, — результатом стало возобновление деятельности тайного общества Los Hijos del Pueblo, эмиграция части демократических деятелей — предпочтительно в Париж или Лиссабон — и несколько попыток восстаний (в Эль-Араале в 1857 году, Оливенсе в 1859 году и в Лохе в 1861 году).
В 1850-х годах идеология демократов окончательно определилась благодаря Ордаксу Авесилье, Каликсто Берналю, Рафаэлю Марии Баральту, Куэсте, Оренсе и Гарридо — которые в 1855 году опубликовали сорокастраничную брошюру «La República democrática federal universal» с прологом Эмилио Кастелара, имевшую заметный успех среди публики, — Франсиско Пи-и-Маргалю, издавшему в конце 1854 года книгу «La Reacción y la Revolución», первую из своих теоретических работ, — и Роке Барсиа, который в 1855 году опубликовал Cuestion Pontificia, критикующий Конкордат 1851 года, а также деятельности мадридской газеты La Discusión, которой руководил Риверо. Определившись с идеологией, партия открыто заявила о своей поддержке республиканизма, что означало не только борьбу за установление республики, «но и всю концепцию политического порядка, основанную, среди прочего, на демократизации общественной жизни посредством универсализации избирательного права, устранение социальных привилегий и смягчение различий, а также рационализация и секуляризация интеллектуальной и нравственной жизни, начиная с начальной школы».

### Разногласия и внутренние дебаты
1860-е года были отмечены разногласиями и внутренними дебатами, которые, по мнению Деметрио Кастро Альфина, были «в действительности неизбежным следствием разнообразия тенденций и концепций, которые объединились в 1849 году и никогда не были предметом выяснения». Первые важные дебаты состоялись в 1860 году на страницах La Discusión между «индивидуалистом» Оренсе и «социалистом» Гарридо после публикации брошюры последнего под названием «La democracia y sus enemigos», в которой он писал, что «демократия» будет по-настоящему эффективной только при проведении глубоких социальных реформ. Как отметил Анхель Дуарте, «связь между демократией и рабочим миром была полезной в обоих направлениях. Демократ 1840 года, как и демократ 1860 года и даже конца столетия, увидит в промышленном рабочем компонент народа, подлинный коллективный субъект, который станет звездой современности. Рабочие, в свою очередь, видят в республиканце ключ, открывающий двери социальных реформ, союзника, который будет защищать их в политических делах или в судах».
В конце ноября 1860 года спор между Гарридо и Оренсе был урегулирован благодаря инициативе Пи-и-Маргаля, подготовившем «Declaración de los Treinta», которую поддержали и Оренсе, и Гарридо. В «Декларации» говорилось, что демократами будут считаться «безразлично все те, кто, каковы бы ни были их взгляды в философии, в экономических и социальных вопросах, исповедуют в политике принцип человеческой личности или абсолютных индивидуальных свобод и всеобщее избирательное право». Несмотря на пакт, уже через два года дебаты возобновились с участием тех же главных героев, которые опубликовали новые работу: Гарридо, эмигрировавший в Лондон, выпустил брошюру Socialismo y la Democracia ante sus adversarios, а Оренсе — La Democracia tal cual.
В следующем году решение Прогрессистской партии отказаться от участия в выборах 1863 года, назначенных после падения правительства Либерального союза генерала Леопольдо О’Доннелла, спровоцировало внутри партии новые дебаты о том, следует ли сотрудничать с прогрессистами. Вели их Риверо, который выступал за участие в выборах, и Кастелар, который был за сближение с прогрессивистами через участие в бойкоте голосования. Риверо поддержал, пусть и по другим причинам, Пи-и-Маргаль. Дискуссия была настолько ожесточённой, что привела к разрыву между политиками, Кастелар покинул редакцию газеты La Discusión, которой руководил Риверо, чтобы в январе 1864 года основать свою собственную газету под названием La Democracia. Банкет 2 мая 1864 года стал первым мероприятием, организованным обеими партиями, следующее состоялось два дня спустя по случаю похорон либерального депутата Кадисских кортесов Диего Муньоса-Торреро.
В 1864 году дискуссия между «индивидуалистами» и «социалистами» возобновилась — на этот раз первых представлял Кастелар, а вторых Пи-и-Маргаль — что вызвало «самый серьёзный кризис и самую противоречивую полемику, которую когда-либо знала демократия в Испании». «Социализм» Пи-и-Маргаля, который он называл «новой социальной экономикой», не ставил под сомнение право собственности, за исключением права собственности на землю, которое должно было быть «подчинено коллективным интересам», и не защищал «химерическое равенство состояний», а, скорее, выступал за «слияние всех социальных классов в единый класс» (рабочих) и «искренне необходимое [равенство] условий для проявления соответствующих способностей и сил человека». Кастелар, со своей стороны, упрекал соперника в оскорбительном значении слова «социализм», которое тот использовал («Всё справедливое и необходимое вмешательство государства в безопасность гражданина, в порядок и регулирование прав, называет это социализмом») и утверждал, что «социализм» несовместим с самой концепцией демократии, поскольку она не может быть без экономических свобод, включая право на собственность («демократия не может уничтожить собственность, не уничтожив саму себя»). Группа демократов и рабочих из Барселоны опубликовала манифест в поддержку Пи-и-Маргаля, в котором утверждалось, что «демократия провозглашает свободу закона; социализм воплощает это в жизнь». Другие высказывались в противоположном направлении.
Большинство партии, включая её президента Риверо, встали на сторону Кастелара, решив исключить из партии «социалистов» Пи-и-Маргаля. В результате Кастелар стал самым видным деятелем Демократической партии, чему способствовало требование умеренного кабинета генерала Нарваэса уволить Кастелара из Центрального университета за статьи с резкой критикой королевы Изабеллы II. На его защиту встали ректор и студенты, что вызвало «Ночь Святого Даниила», и укрепило союз с прогрессистами, за который он всегда выступал, но без слияния с ними. Союз был публично скреплён 6 марта 1865 года во время многолюдного банкета в Мадриде. Одиннадцать дней спустя был опубликован новый партийный манифест, в котором были некоторые отличия от Манифеста 1849 года, например, настаивание на признании права собственности как естественного права.
Анхель Дуарте писал, что «дебаты о федерации, социализме и демократии позволили республиканскому проекту стать фактом в середине шестидесятых годов», они не были доведены до логичного конца — «большинство достигнутых консенсусов отражают шаткий баланс между различными республиканскими голосами» — поэтому «республиканизм накануне 1868 года полиформен. Внутри него конкурируют противоречивые точки зрения».

### Славная революция
Союз с прогрессистами привёл демократов к участию в заговорах, возглавляемых генералом Примом, что привело к легализации партии в 1866 году умеренным правительством генерала Нарваэса. В том же году демократы и прогрессисты по инициативе генерала Прима подписали в бельгийском Остенде соглашение о сотрудничестве с целью свержения Изабеллы II. Это соглашение, к которому в начале 1868 года присоединились либералы, положило начало Славной революции, свергнувшей испанскую королеву в сентябре 1868 года. Когда после триумфа революции Временное правительство 1868—1871 годов высказалось в пользу монархии, в Демократической партии открылась дискуссия о совместимости монархии с демократией и о «случайности» форм правления, которая привела к расколу партии. Большинство демократов во главе с Оренсе, Пи-и-Маргалем, Эстанислао Фигерасом, Николасом Сальмероном и Кастеларом защищали республику, в то время как меньшинство во главе с Риверо, Кристино Мартосом и Мануэлем Бесерра-и-Бермудесом считали, что фундаментальным является признание всеобщего (мужского) избирательного права, а также индивидуальных прав и свобод, а не форма правления, которую они считали «случайной». Это меньшинство демократов, одобривших монархию, сформировали свою парламентскую групп, прозванную «кимвры», позднее присоединившись к Радикальной партии Мануэля Руиса Соррильи, в то время как большинство во главе Пи-и-Маргалем воссоздали партию под названием Федеральная демократическая республиканская.
На выборах в Учредительные кортесы в январе 1869 года «кимвры» присоединились к либералам и прогрессистам, поддержавшим правительство, в то время как федеральные республиканцы представили свои собственные списки, завоевав 85 мест из 352. Во время правления Амадея I «кимвры» присоединились к Радикальной партии Руиса Соррильи. Таким образом, уже распавшаяся Демократическая партия окончательно прекратила своё существование.

## Лидеры

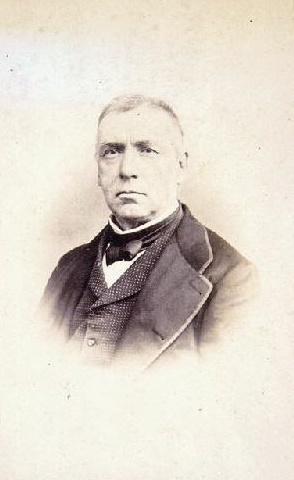
Хосе Мария Оренсе[исп.].
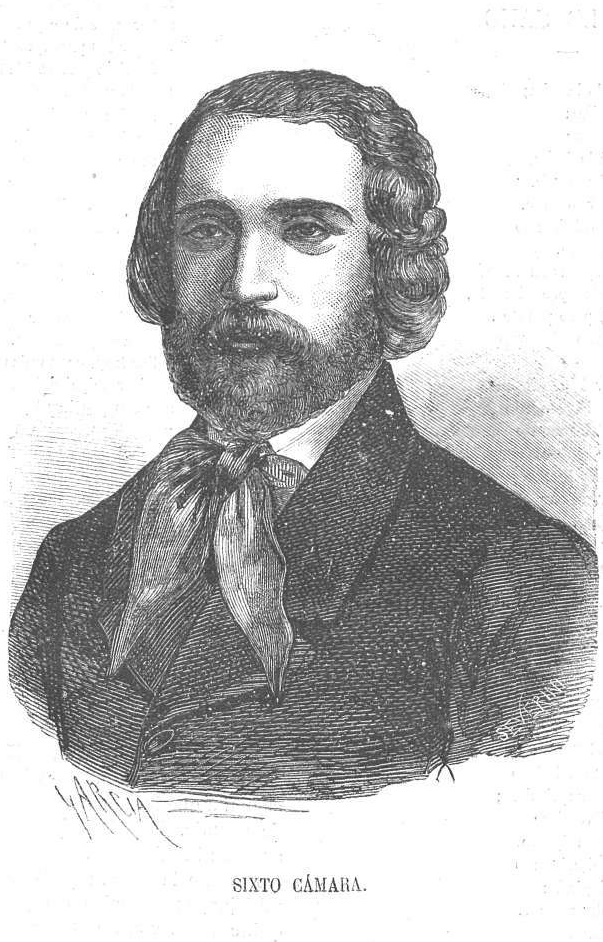
Сиксто Камара[исп.].
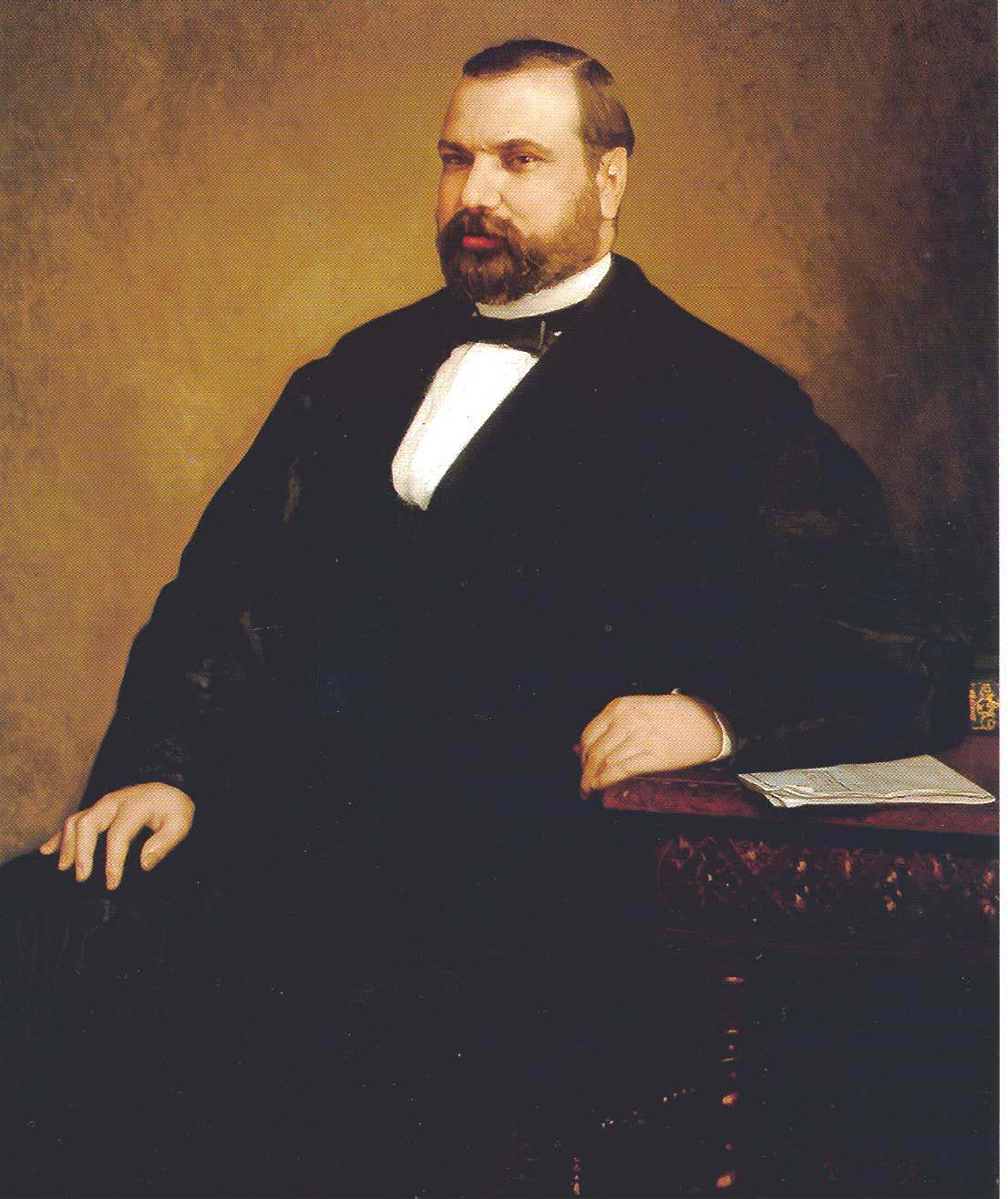
Николас Мария Риверо.
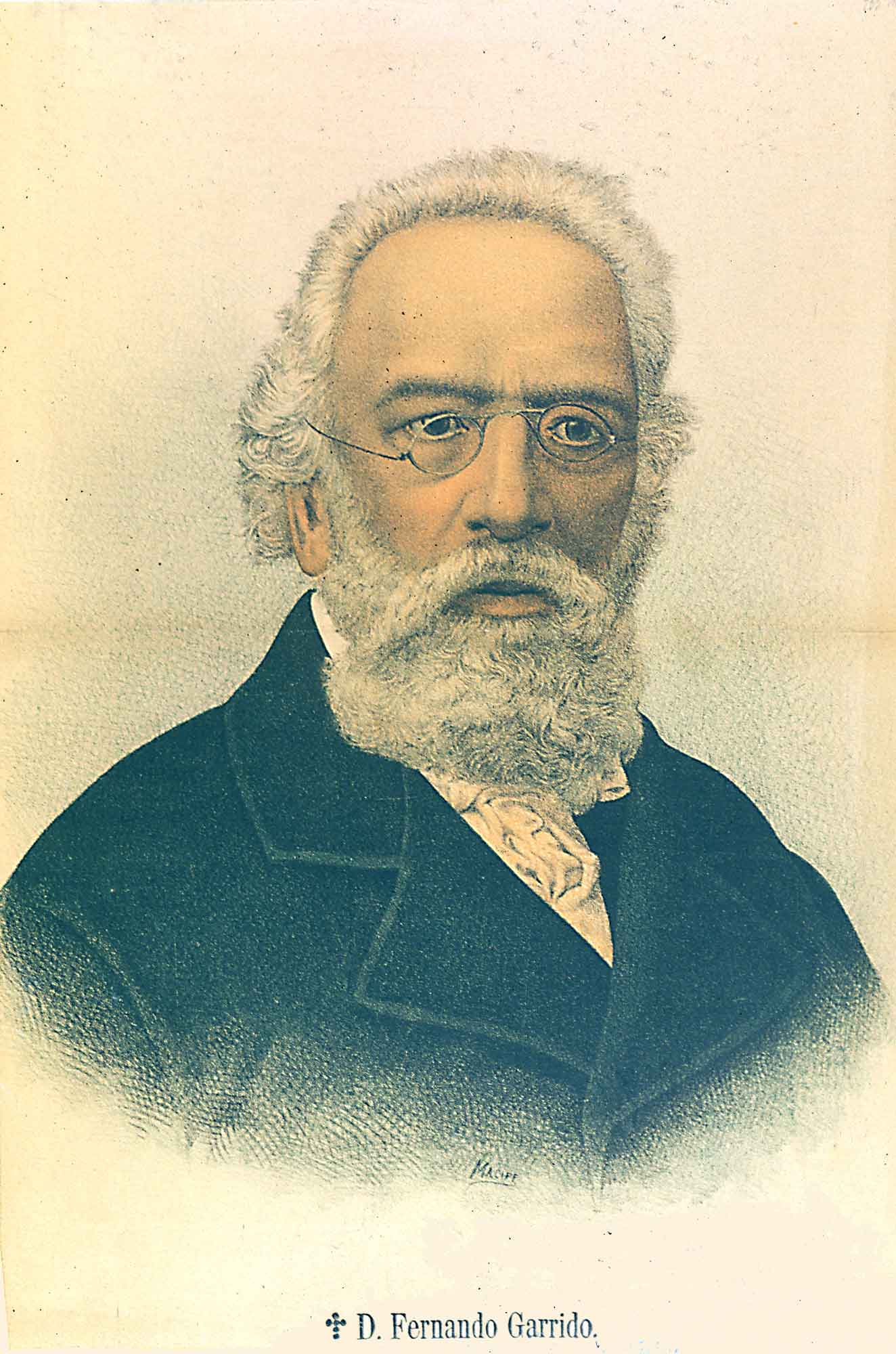
Фернандо Гарридо[исп.].
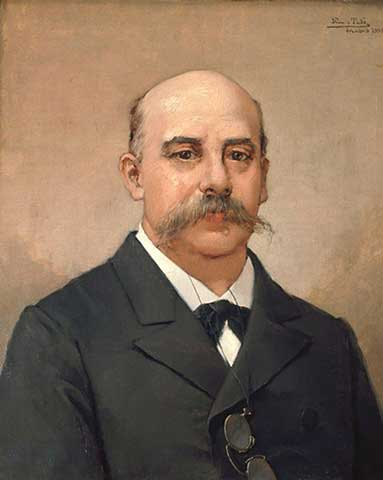
Эмилио Кастелар.
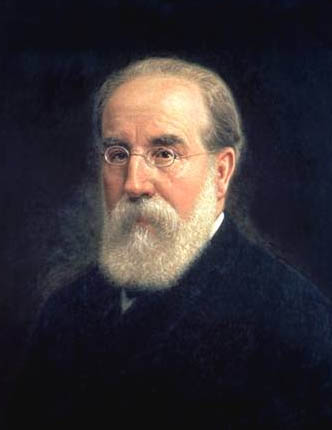
Франсиско Пи-и-Маргаль.
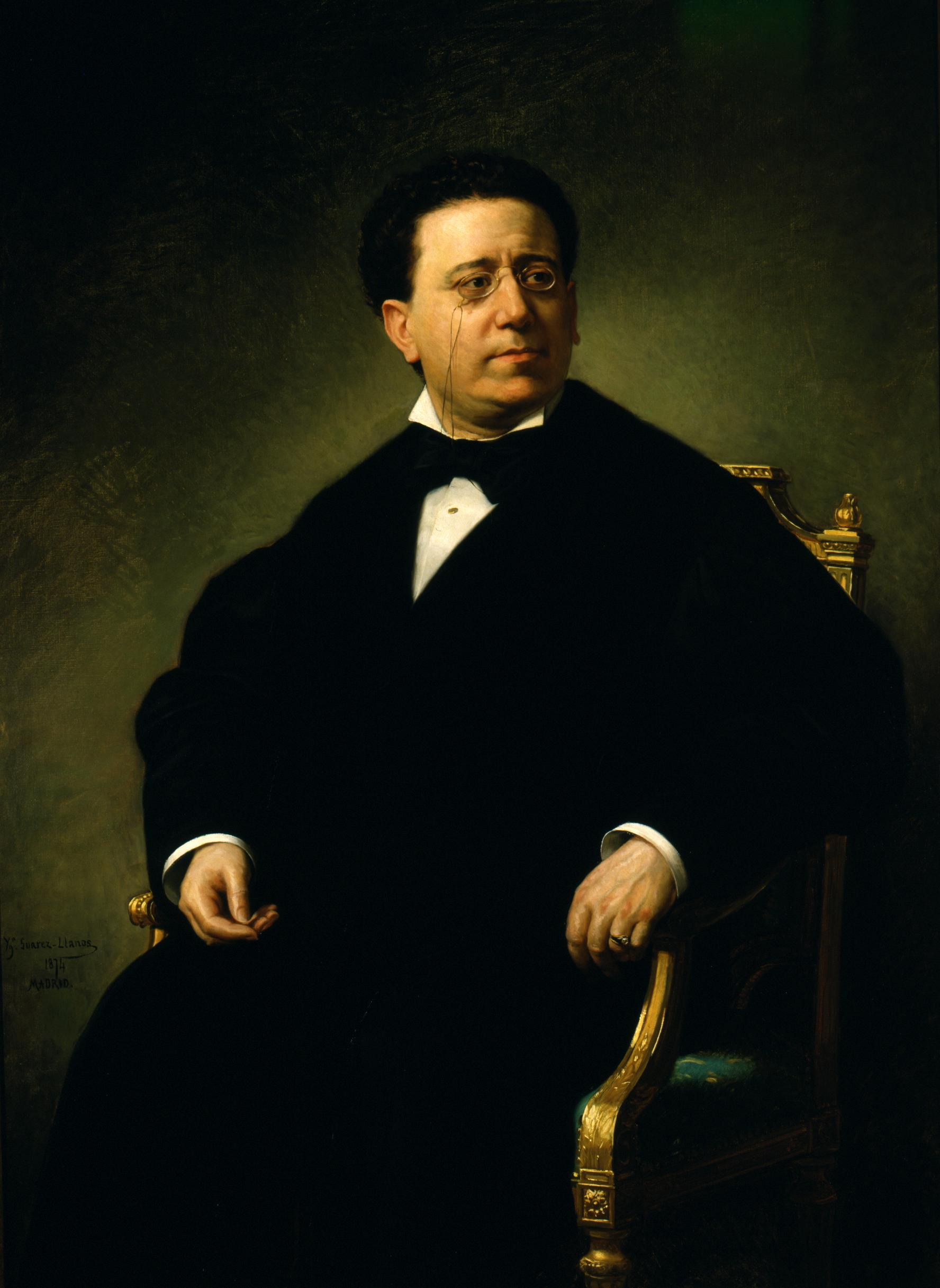
Кристино Мартос.